# 행 (불교)
행(行)은 범어 삼스카라(saṃskāra)의 역어로, '만드는 것'과 '이변(異變)하는 것'의 뜻이 있다고 하며, 12연기(十二緣起)의 제2행(行)은 전자, 즉 업(業)의 뜻이고, 제행무상이라고 할 때에는 후자, 즉 모든 현상을 말한다. 그러나 수행(修行)이란 뜻에서의 행은 그 원어가 다르다.

## 같이 보기
- 번뇌
- 마음작용
- 온 (불교)
- 사르베팔리 라다크리슈난

## 참고 문헌
- 이 문서에는 다음커뮤니케이션(현 카카오)에서 GFDL 또는 CC-SA 라이선스로 배포한 글로벌 세계대백과사전의 내용을 기초로 작성된 글이 포함되어 있습니다.